# Marina Anisina
Marina Wiaczesławowna Anisina, ros. Марина Вячеславовна Анисина (ur. 30 sierpnia 1975 w Moskwie) – rosyjska łyżwiarka figurowa reprezentująca Francję, startująca w parach tanecznych z Gwendalem Peizeratem. Mistrzyni olimpijska z Salt Lake City (2002) i brązowa medalistka olimpijska z Nagano (1998), mistrzyni świata (2000), dwukrotna mistrzyni Europy (2000, 2002), zwyciężczyni finału Grand Prix (1999) oraz sześciokrotna mistrzyni Francji. Zakończyła karierę amatorską w 2002 roku.

## Życie prywatne
Marina Anisina ma pochodzenie ukraińskie ze strony matki, jest potomkiem kozaków dońskich. Marina zostając łyżwiarką figurową poszła w ślady swojej matki Iriny Czerniajewej, która reprezentowała ZSRR na Zimowych Igrzyskach Olimpijskich 1972. Za to jej ojciec Wiaczesław Anisin był hokeistą i również reprezentował ZSRR. Ma młodszego brata Michaiła, który tak jak ojciec, jest hokeistą rosyjskim. 
W 2007 r. wyszła za mąż za ukraińsko-rosyjskiego aktora Nikitę Dzhigurda, którego poznała podczas występów w rosyjskim show Gwiazdy tańczą na lodzie. W 2009 r. na świat przyszedł ich syn MicAngel, a rok później córka Eva Vlada. W 2015 r. ogłosili, że znów spodziewają się dziecka, jednak Marina poroniła. W październiku 2016 r. Marina złożyła pozew o rozwód, który otrzymała miesiąc później.

## Kariera
Anisina rozpoczęła treningi łyżwiarskie w wieku 4 lat. Jej matka, która doświadczyła wielu kontuzji w konkurencji par sportowych, odradziła córce pójście w jej ślady, dlatego Marina zdecydowała się występować w parach tanecznych. Jej pierwszym partnerem był Siergiej Sachnowski.

### Kariera juniorska
W latach 1989–1992 występowała z Ilją Awierbuchem i wspólnie reprezentowali Związek Radziecki, a następnie Rosję. Odnosili wspólnie sukcesy w kategorii juniorów na arenie międzynarodowej. Dwukrotnie zostali mistrzami świata juniorów – w 1990 r. i 1992 r. Ich współpraca zapowiadała się na owocną, jednak Awierbuch zakochał się w Irinie Łobaczowej i zostawił Anisinę, by jeździć z ukochaną (Łobaczowa i Awierbuch byli później małżeństwem).

### Kariera seniorska
Pozostawiona bez partnera Anisina napisała listy z propozycją współpracy do dwóch łyżwiarzy, których znała z występów na zawodach juniorskich. Jeden z listów zaadresowany był do Gwendala Peizerata, który tańczył wówczas z Mariną Morel, a drugi do Kanadyjczyka Victora Kraatza. Na początku, obydwa pozostały bez odpowiedzi. Jednakże, gdy z powodów zdrowotnych Morel zmuszona była zakończyć karierę sportową, Peizerat zdecydował się odpisać na list Anisiny. Rezultatem tej wymiany korespondencji był wyjazd Anisiny do Francji i rozpoczęcie wspólnych treningów. W 1993 r. Anisina rozpoczęła współpracę z Peizeratem. Marina chciała, aby Gwendal wyjechał z nią trenować do Rosji, jednak po sprzeciwie jego rodziny Marina zdecydowała się pozostać w Lyonie. Rozpoczęła również naukę języka francuskiego, a Gwendal starał się godzić treningi z kontynuowaniem edukacji. Pierwszy rok ich wspólnej jazdy był obfity we wzloty i upadki, para była blisko zerwania współpracy. Ich trenerka Muriel Boucher-Zazoui przyznała, że byli przeciwieństwami pod względem charakterów, ale ich współpraca od początku wyglądała obiecująco.
Od pierwszego sezonu 1993/94 Anisina i Peizerat szybko zaczęli odnosić sukcesy, a gdy Rosjanka otrzymała francuski paszport, stał się on dla pary przepustką umożliwiającą start w igrzyskach olimpijskich w 1998 r., gdyż Anisina otrzymała obywatelstwo zbyt późno, aby wziąć udział w Zimowych Igrzyskach Olimpijskich 1994. Przez dziewięć kolejnych sezonów nie schodzili z podium Trophée Eric Bompard oraz zdobywali kolejne medale podczas innych zawodów z cyklu Grand Prix. W latach 1996–2001 zdobyli sześć tytułów mistrzowskich we Francji. Od 1997 r. regularnie stawali na podium mistrzostw Europy i świata. Na igrzyskach olimpijskich w 1998 r. w Nagano wywalczyli brązowy medal przegrywając jedynie z rosyjskimi duetami Oksana Griszczuk/Jewgienij Płatow oraz Anżelika Kryłowa/Oleg Owsiannikow.

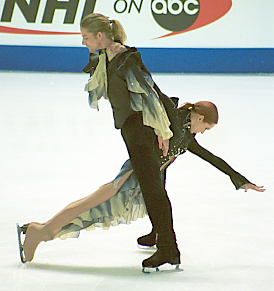
Finał Grand Prix 2001

W 1999 r. obronili wicemistrzostwo na dwóch najważniejszych imprezach sezonu. W sezonie 1999/00 byli niepokonani, wywalczyli złoty medal na mistrzostwach świata i mistrzostwach Europy. Rok 2001 okazał się powrotem do srebrnych medali, ale kolejny sezon olimpijski należał już tylko do nich, gdyż przegrali jedynie podczas finału Grand Prix w Kitchener. Sezon olimpijski rozpoczęli od tytułu mistrzów Europy w Lozannie, następnie wzięli udział w swoich drugich igrzyskach olimpijskich w Salt Lake City. Tym razem byli najlepsi i wywalczyli tytuł mistrzów olimpijskich. Byli pierwszą parą taneczną z Francji, która zdobyła mistrzostwo olimpijskie. Największym sukcesem w karierze zakończyli amatorską karierę i od tego momentu brali udział jedynie w rewiach łyżwiarskich. Ich znakiem rozpoznawczym podczas występów było podnoszenie, w którym to Marina podnosi Gwendala.

### Po zakończeniu kariery
Kilka lat po zakończeniu występów amatorskich Anisina i Peizerat brali udział w rewiach łyżwiarskich m.in. Stars on Ice. Anisina trenowała również młodych łyżwiarzy we francuskim klubie S.O.G.M.A. 13 w Marsylii. Oprócz tego zajmowała się choreografią dla innych łyżwiarzy. 

## Osiągnięcia

### Z Peizeratem (Francja)
| Zawody                        | 93–94          | 94–95          | 95–96          | 96–97          | 97–98          | 98–99          | 99–00          | 00–01          | 01–02          |                |                |                |                |                |                |                |                |
| Międzynarodowe                | Międzynarodowe | Międzynarodowe | Międzynarodowe | Międzynarodowe | Międzynarodowe | Międzynarodowe | Międzynarodowe | Międzynarodowe | Międzynarodowe | Międzynarodowe | Międzynarodowe | Międzynarodowe | Międzynarodowe | Międzynarodowe | Międzynarodowe | Międzynarodowe | Międzynarodowe |
| ----------------------------- | -------------- | -------------- | -------------- | -------------- | -------------- | -------------- | -------------- | -------------- | -------------- | -------------- | -------------- | -------------- | -------------- | -------------- | -------------- | -------------- | -------------- |
| Igrzyska olimpijskie          |                |                |                |                | 3              |                |                |                | 1              |                |                |                |                |                |                |                |                |
| Mistrzostwa świata            | 10             | 6              | 4              | 5              | 2              | 2              | 1              | 2              |                |                |                |                |                |                |                |                |                |
| Mistrzostwa Europy            | 12             | 5              | 4              | 4              | 3              | 2              | 1              | 2              | 1              |                |                |                |                |                |                |                |                |
| GP Finał Grand Prix           |                |                |                | 3              | 3              | 2              | 1              |                | 2              |                |                |                |                |                |                |                |                |
| GP Sparkassen Cup on Ice      |                | 1              |                |                | 2              |                |                |                |                |                |                |                |                |                |                |                |                |
| GP NHK Trophy                 | 5              | 3              | 1              | 2              |                | 1              | 1              | 1              | 1              |                |                |                |                |                |                |                |                |
| GP Skate America              |                | 2              |                |                |                | 1              |                |                |                |                |                |                |                |                |                |                |                |
| GP Skate Canada International |                |                | 2              | 2              |                |                |                | 1              |                |                |                |                |                |                |                |                |                |
| GP Trophée Lalique            | 3              | 1              | 2              | 1              | 2              | 1              | 1              | 1              | 1              |                |                |                |                |                |                |                |                |
| Memoriał Ondreja Nepeli       | 1              |                |                |                |                |                |                |                |                |                |                |                |                |                |                |                |                |
| Piruetten                     | 5              |                |                |                |                |                |                |                |                |                |                |                |                |                |                |                |                |
| Krajowe                       |                |                |                |                |                |                |                |                |                |                |                |                |                |                |                |                |                |
| Mistrzostwa Francji           | 2              | 2              | 1              | 1              | 1              | 1              | 1              | 1              |                |                |                |                |                |                |                |                |                |

### Z Awierbuchem (ZSRR, Rosja)
| Mistrzostwa świata juniorów | 1 | 4 | 1 |